# Henryk Grabowski
Henryk Grabowski (Henryk Piotr Grabowski; * 19. Oktober 1929 in Czeladź; † 3. März 2012 ebd.) war ein polnischer Weitspringer.
Bei den Olympischen Spielen schied er 1952 in Helsinki in der Qualifikation aus und wurde 1956 in Melbourne Zehnter. 
1957 siegte er bei den Weltfestspielen der Jugend und Studenten, und 1958 gewann er Bronze bei den Leichtathletik-Europameisterschaften in Stockholm.
1952, 1956 und 1958 wurde er Polnischer Meister, zuletzt mit seinem achten nationalen Rekord von 7,81 m.